# Grand Prix automobile d'Italie 1933
Le Grand Prix d'Italie 1933 est un Grand Prix comptant pour le Championnat d'Europe des pilotes, qui s'est tenu sur le circuit de Monza le 10 septembre 1933.

## Coureurs inscrits
| no | Pilote             | Écurie               | Châssis          |
| -- | ------------------ | -------------------- | ---------------- |
| 4  | Eugenio Siena      | Scuderia Ferrari     | Alfa Romeo Monza |
| 6  | Luigi Premoli      | Privée               | PBM              |
| 8  | Jean Gaupillat     | Privée               | Bugatti Type 51  |
| 10 | Robert Brunet      | Privée               | Bugatti Type 51  |
| 12 | Luigi Fagioli      | Scuderia Ferrari     | Alfa Romeo P3    |
| 16 | Carlo Castelbarco  | Privée               | Alfa Romeo Monza |
| 22 | Piero Taruffi      | Privée               | Maserati 8CM     |
| 24 | Clemente Biondetti | Privée               | MB-Speciale      |
| 28 | Tazio Nuvolari     | Officine A. Maserati | Maserati 8CM     |
| 30 | Lelio Pellegrini   | C. Pellegrini        | Alfa Romeo Monza |
| 32 | Louis Chiron       | Scuderia Ferrari     | Alfa Romeo P3    |
| 34 | Goffredo Zehender  | Officine A. Maserati | Maserati 8CM     |
| 38 | Earl Howe          | Privée               | Bugatti Type 51  |
| 40 | Antonio Brivio     | Scuderia Ferrari     | Alfa Romeo Monza |
| 42 | Pietro Ghersi      | Privée               | Alfa Romeo Monza |
| 46 | Guy Moll           | Privée               | Alfa Romeo Monza |
| 48 | Whitney Straight   | Privée               | Maserati 26M     |
| 50 | Renato Balestrero  | Privée               | Alfa Romeo Monza |
| 52 | Marcel Lehoux      | Privée               | Alfa Romeo Monza |

### Classement
| Pos. | no | Pilote                       | Voiture          | Tours | Temps/Abandon     | Grille |
| ---- | -- | ---------------------------- | ---------------- | ----- | ----------------- | ------ |
| 1    | 12 | Luigi Fagioli                | Alfa Romeo P3    | 50    | 2 h 51 min 41 s 0 | 5      |
| 2    | 28 | Tazio Nuvolari               | Maserati 8CM     | 50    | + 40 s 2          | 10     |
| 3    | 34 | Goffredo Zehender            | Maserati 8CM     | 48    | + 2 tours         | 13     |
| 4    | 52 | Marcel Lehoux                | Alfa Romeo Monza | 47    | + 3 tours         | 20     |
| 5    | 4  | Eugenio Siena Antonio Brivio | Alfa Romeo Monza | 47    | + 3 tours         | 1 15   |
| 6    | 16 | Carlo Castelbarco            | Alfa Romeo Monza | 47    | + 3 tours         | 6      |
| 7    | 42 | Pietro Ghersi                | Alfa Romeo Monza | 47    | + 3 tours         | 16     |
| 8    | 46 | Guy Moll                     | Alfa Romeo Monza | 46    | + 4 tours         | 17     |
| 9    | 50 | Renato Balestrero            | Alfa Romeo Monza | 46    | + 4 tours         | 19     |
| 10   | 10 | Robert Brunet                | Bugatti Type 51  | 43    | + 7 tours         | 4      |
| 11   | 48 | Whitney Straight             | Maserati 26M     | 43    | + 7 tours         | 18     |
| 12   | 38 | Earl Howe                    | Bugatti Type 51  | 41    | + 9 tours         | 14     |
| 13   | 30 | Lelio Pellegrini             | Alfa Romeo Monza | 39    | + 11 tours        | 11     |
| Abd. | 32 | Louis Chiron                 | Alfa Romeo P3    | 42    | Soupape           | 12     |
| Abd. | 40 | Antonio Brivio               | Alfa Romeo       | 25    |                   | 15     |
| Abd. | 22 | Piero Taruffi                | Maserati 8CM     | 25    | Accident          | 7      |
| Abd. | 8  | Jean Gaupillat               | Bugatti Type 51  | 9     |                   | 3      |
| Abd. | 24 | Clemente Biondetti           | MB-Speciale      | 8     |                   | 8      |
| Abd. | 6  | Luigi Premoli                | PBM              | 2     |                   | 2      |

## Pole position et record du tour
- Pole position :  Eugenio Siena par ballotage.
- Meilleur tour en course :  Luigi Fagioli (Alfa Romeo) en 3 min 13 s 2.